# جاسپر (جورجیا)
جاسپر، جورجیا (به انگلیسی: Jasper, Georgia) یک شهر در ایالات متحده آمریکا با جمعیت ۳٬۶۸۴ نفر است که در جورجیا واقع شده‌است.

## موقعیت جغرافیایی
موقعیت جغرافیایی شهرها و مناطق اطراف به شرح زیر است: